# Сы-Джабгу хан
Сы-Джабгу хан (кит. упр. 肆葉護可汗, пиньинь siyehukehan, палл. Сыеху кэхань, личное имя кит. упр. 阿史那咥力, пиньинь ashinasili, палл. Ашина Сыли) — каган Западно-тюркского каганата с 631 года по 633 год. Поддержан племенем нушиби. Сверг кагана Кюлюг-Сибир хана, ставленника дулу.

## Правление
Нушиби ожидали, что новый каган восстановит единство Западного каганата, существовавшее при его отце Тун-Джабгу хане. Каган начал правление с похода против сеяньто. Каганские силы были разбиты. Каган продемонстрировал дурные качества своего характера: упрямство, злость, подозрительность. Он получил донос на хана Или и казнил его вместе с семьёй. Нишу Дулу решил, что каган скоро убьёт его и бежал в Карашар. Муби Тархан собрал воинов нушиби и отправился в ставку кагана. Каган бежал в Кангюй, то есть в земли канглов. Как сообщает династийная хроника Тан, он умер от печали. Сюаньцзан отметил в Да Тан си юйцзи, что Сы-Джабгу умер у стен Балха, когда собирался разграбить буддистский монастырь.
В 633 их Карашара вернулся Нишу Дулу хан, и нушиби сделали его новым каганом.